# Valenz (Soziologie)
Der Begriff Valenz (aus dem Spätlateinischen entlehnt, für Wertigkeit) bezieht sich in der Soziologie im Sinne von Norbert Elias auf Verflechtungsbeziehungen interdependenter Menschen, die aufeinander ausgerichtet und angewiesen sind (auch Figuration genannt). Deswegen könne Valenz in der Soziologie nur im Plural als Valenzen gedacht werden.
Eine Valenz bezieht sich auf affektive Verbindungen von Menschen zu Menschen, anderen Lebewesen oder Symbolen. Eben alles, was für Menschen Bedeutung hat. Noch angemessener wäre es, entgegen statischer Sprech- und Denkgewohnheiten, davon zu sprechen, dass Menschen selbst diese Valenzen bilden, ja sogar sie sind.
Eine Valenz „zwischen“ zwei Menschen, das sind mindestens zwei Beziehungen: zum einen die von Person A zu Person B und zum anderen die von Person B zu Person A.